# Salmendingen (Adelsgeschlecht)

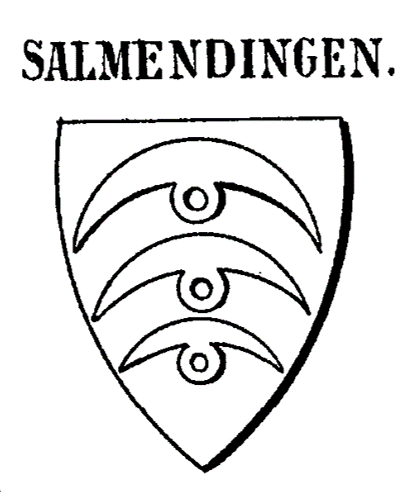
Wappen derer von Salmendingen bei Johann Siebmacher

Die Herren von Salmendingen (alt: Herren von Salbeningen) waren ein schwäbisches Adelsgeschlecht, das von 1245 bis 1392 bezeugt ist. Deren Stammburg in Salmendingen, einem heutigen Stadtteil von Burladingen im Zollernalbkreis in Baden-Württemberg, wurde vermutlich im 13. Jahrhundert erbaut.

## Besitz
Das ehemalige Salmendinger Territorium umfasste die Gebiete der heutigen Ortschaften Salmendingen, Ringingen, Melchingen und Erpfingen. Neben der Salmendinger Stammburg besaß das Geschlecht im 14. Jahrhundert auch einen Herrenhof und die ältere, bereits im 12. Jahrhundert erbaute Burg Hohenerpfingen oberhalb des heutigen Erpfingen, einem Ortsteil der Gemeinde Sonnenbühl im Landkreis Reutlingen. Unterhalb der Burg Hohenerpfingen lag die dazugehörige, inzwischen verschwundene Siedlung „Niederhofen“.

## Geschichte
In der ersten Hälfte des 14. Jahrhunderts werden zwei Brüder, Hanß und Haintz von Salmendingen, zu Erpfingen sitzend, und eine Frau (vermutlich deren Schwester) Agate von Salmendingen, ebenfalls zu Salmendingen sitzend, erwähnt. Letztere heiratete Burkhard Schilling von Mansberg aus Dettingen unter Teck, Ministeriale der Herzöge von Teck, und so wurde dieser im Jahre 1350 Burgherr zu Salmendingen.
Bündnisse der Herzöge von Teck mit den Habsburgern und den Grafen von Hohenberg führten für die Herren von Mansberg immer wieder zu Konflikten mit den Grafen von Württemberg, und bedingt durch Agates Heirat stand nun auch das Geschlecht der Herren von Salmendingen als Vasallen der Herzöge von Teck quasi in Dauerkonflikt mit den Grafen von Württemberg. Württembergs Eberhard II. richtete seine Politik stark gegen die einer weiteren Vergrößerung Württembergs im Weg stehenden Reichsstädte aus, und in der Region kam es dadurch zu zahlreichen verlustreichen und kostspieligen Kämpfen. Den Salmendingern erging es in den wirren Vorjahren des Städtekriegs (1387–1398) wie vielen anderen niederen Adelsgeschlechtern, die sich gegen das aufstrebende Württemberg entschieden hatten: Zunächst mussten etliche Güter und Rechte, dann 1385 auch die Burg Hohenerpfingen (bereits als Burgstall bezeichnet) verkauft werden, und die Stammburg Salmendingen wurde 1386 gar zerstört.
Im Städtekrieg waren die Mansberger Widersacher der Württemberger und stellten sich in den Dienst der Reichsstädte. Burkhard Schilling von Mansberg war 1388 Hauptmann der Esslinger Streitkräfte und überfiel unter anderem das württembergische Grötzingen. Es gab viele Tote, und die Esslinger machten unter der Führung des Mansbergers 56 Gefangene. Es ist leider nicht belegt, aber anzunehmen, dass die Familie zusammen blieb und auch das Salmendinger Geschlecht nach dem Fall seiner Burgen Schutz und Zuflucht in den Reichsstädten suchte.
Die Württemberger konnten den Städtekrieg im Kernland bereits mit der Schlacht bei Döffingen am 23. August 1388 zu ihren Gunsten entscheiden, und die Unterlegenen wurden unter württembergische Lehenshoheit gezwungen. 1394 mussten die Kinder der Eheleute Agate von Salmendingen und Burkhard Schilling von Mansberg offiziell auf alle ihre Ansprüche an Burg und Dorf Salmendingen verzichten. Das ehemalige Salmendinger Territorium (Ringingen, Salmendingen, Melchingen und Erpfingen) wurde 1401 unter Verwaltung des Grafen Eberhard von Werdenberg gestellt (deren Ministeriale vor Ort war das Geschlecht Jehle zu Trochtelfingen) gestellt und später dem Grafen von Fürstenberg zugeschlagen.

## Wappen
Blasonierung: Im Schild drei Wolfeisen pfahlweise gestellt. Die Tingierung ist nicht überliefert.